# Svanberg i täflan med kapplöpningshästar på Jägersro
Svanberg i täflan med kapplöpningshästar på Jägersro är en svensk stumfilm från 1909.
Filmen skildrar det uppvisningslopp i hästlöpning som John Svanberg genomförde på Jägersro den 10 oktober 1909 i tävlan mot hästarna Major Refero (ryttare Hugo Olsson) och Goodfly (ryttare B G Olander). Svanberg kom sist, nära en minut efter närmaste häst.